# Bob & Earl
Bob & Earl was een Amerikaans soulduo uit de jaren 1960.

## Bezetting
- Bobby Byrd[3] (alias Bobby Day) (Fort Worth, 1 juli 1930 - Culver City, 27 juli 1990)
- Earl Lee Nelson[4] (Lake Charles, 8 september 1928 – Los Angeles, 12 juli 2008)
- Bobby Relf[5] (alias Bobby Garrett en Bobby Valentino), (10 januari 1937 – 20 november 2007)

## Geschiedenis
Byrd en Nelson waren allebei lid geweest van The Hollywood Flames, een productieve doowopgroep uit Los Angeles, wiens grootste hit Buzz-Buzz-Buzz was in 1958, waarbij Nelson de leadzanger was.
In 1957 startte Byrd een parallelle solocarrière als Bobby Day. Hij schreef en nam de oorspronkelijke versie op van Little Bitty Pretty One en had in 1958 een eigen hit met Rockin' Robin. In 1960 begonnen Day/Byrd en Nelson samen op te nemen als Bob & Earl bij Class Records. Maar hun publicaties kenden betrekkelijk weinig succes, en Day/Byrd hervatte zijn solocarrière.
In 1962 contracteerde Nelson een nieuwe Bobby: Bobby Relf, die ook de pseudoniemen Bobby Garrett en Bobby Valentino gebruikte. Relf had in de loop van zijn carrière al diverse groepen uit Los Angeles geleid, waaronder The Laurels, The Upfronts en Valentino & The Lovers. Van de laatste twee bands maakte ook pianist en baszanger Barry White deel uit.
Het duo Relf/Nelson nam diverse singles op voor meerdere labels vóór Harlem Shuffle (1963), geschreven door henzelf, gearrangeerd door Barry White en geproduceerd door Fred Smith. De song was gebaseerd op het nummer Slauson Shuffletime (genoemd naar een boulevard in Los Angeles) van Round Robin. Bij Marc Records werd Harlem Shuffle een bescheiden hit in de Billboard Hot 100 r&b-hitlijst. De samenzang beïnvloedde latere duo's zoals Sam & Dave. Maar het grootste succes kwam toch eind 1969, toen de song opnieuw werd uitgebracht in het Verenigd Koninkrijk en daar een top 10-hit werd. Naar verluidt noemde George Harrison de song zijn favoriete plaat aller tijden.
Intussen had Nelson met The Duck uit 1965 onder het pseudoniem Jackie Lee verder succes geboekt als soloartiest. De plaat haalde #14 in de Verenigde Staten. Toen het heruitgebrachte Harlem Shuffle opnieuw succesvol werd, gingen Relf en Nelson als Bob & Earl weer op tournee. Het duo ging in de vroege jaren 1970 voor de laatste keer uit elkaar. Relf componeerde de song Bring Back My Yesterday, opgenomen door Barry White op zijn eerste album voor 20th Century Records, I've Got So Much To Give, net als de andere White-song Your Sweetness is my Weakness.

## Discografie

### NPO Radio 2 Top 2000
| Nummer met noteringen in de NPO Radio 2 Top 2000 | '00  | '01  | '02 | '03  | '04  |
| ------------------------------------------------ | ---- | ---- | --- | ---- | ---- |
| Harlem Shuffle                                   | 1713 | 1943 | -   | 1593 | 1833 |

1. ↑  Een '-' betekent dat het nummer niet was genoteerd en een vetgedrukt getal geeft de hoogste notering aan.
2. ↑  2000 was het eerste jaar met een notering voor dit nummer.
3. ↑  Deze tabel is bijgewerkt tot en met de laatste editie (2024).